# Chalepides narcisoi
Chalepides narcisoi är en skalbaggsart som beskrevs av Martinez 1978. Chalepides narcisoi ingår i släktet Chalepides och familjen Dynastidae. Inga underarter finns listade i Catalogue of Life.